# Nyctemera zerenoides
Nyctemera zerenoides là một loài bướm đêm thuộc phân họ Arctiinae, họ Erebidae.